# Murder Will Out (pel·lícula 1930)
Murder Will Out és una pel·lícula pre-codi de misteri estatunidenca dirigida per Clarence G. Badger, i interpretada per Jack Mulhall i Lila Lee, entre d'altres. Estrenada el 6 d'abril de 1930, està basada en el relat de Murray Leinster (sota el pseudònim de Will F. Jenkins) "The Purple Hieroglyph" (1920).

## Argument
Leonard Staunton és un jove ric de Nova York que està promès amb Jeanne la filla del Senador Baldwin. Leonard ha estat convidat a passar un cap de setmana a la finca dels Baldwin i quan es prepara per marxar el visita Alan Fitzhugh, un membre del seu club, que porta una nota en la que hi ha imprès el jeroglífic porpra d'una societat xinesa secreta. En aquesta se la societat l'amenaça de mort. Davant el nerviosisme de Fitzhugh, Leonard truca Jeanne per explicar-li què està passant i dir-li que es quedarà a l'apartament de Fitzhugh aquella nit.
Poc després de la mitjanit, Fitzhugh recupera la calma i Leonard decideix agafar un taxi i tornar a casa. L'endemà, a l'apartament de Fitzhugh apareix un cos tan horriblement mutilat que és impossible de reconèixer. Després del funeral celebrat aquella nit, el Dr. Mansfield, un dels assistents, fuma accidentalment una cigarreta enverinada. Leonard, Jeanne, i el tinent Condon, que assegura que pertany al servei secret, el porten a casa seva a la recerca de l'antídot però mentre el busquen pel pis el seu cos desapareix. Cercant el cos, troben dins d'una sabatilla una nova nota amb el jeroglífic porpra.
A partir d'aquell moment Leonard comença a rebre amenaces exigint-li diners. Mentre es troba a una festa xinesa, Jeanne és segrestada i ell rep una nota reclamant un rescat pel seu retorn que ha de dipositar en una llanxa amarrada al riu. Allà intenta enfrontar-se als xantatgistes però és capturat i portat en la llanxa ràpida. Afortunadament, un submarí dels Estats Units rescata tant a Leonard com a Jeanne. Els xantatgistes resulten ser Alan, el Dr. Mansfield i el tinent Condon.

## Repartiment
- Jack Mulhall (Leonard Staunton)
- Lila Lee (Jeanne Baldwin)
- Noah Beery (tinent Condon)
- Malcolm McGregor (Jack Baldwin)
- Tully Marshall (Dr. Mansfield)
- Alec B. Francis (senador Baldwin)
- Hedda Hopper (tieta Pat)
- Claud Allister (Alan Fitzhugh)

## Producció
La pel·lícula, dirigida per Clarence G. Badger amb fotografia de John Seitz, era una adaptació realitzada per J. Grubb Alexander del relat "The Purple Hieroglyph" (1920) de Murray Leinster. La pel·lícula incloïa una seqüència musical amb danses exòtiques en una festa xinesa. Va ser produïda per la First National Pictures amb so de la Vitaphone. El muntatge final, de 69 minuts de durada, va ser a càrrec de Terrell Morse.
La crítica del moment va considerar que era una pel·lícula amb un argument fluix i un final molt poc reeixit i que abusava dels diàlegs.